# 정종현 (배우)
정종현(1961년 9월 11일 ~ )은 대한민국의 배우이다.

## 학력
- 인천고등학교
- 숭전대학교

## 경력
- 한국영화배우협회 회원
- 한국방송연기자협회 회원
- 한국연극협회 회원
- 한국마약퇴치운동본부 회원
- 2002년 인천종합문화예술회관 홍보위원

## 출연

### 방송

#### 드라마
- 2000년 SBS 《덕이》 - 형사 역
- 2001년 MBC 《상도》
- 2002년 KBS 2TV 《태양인 이제마》
- 2002년 SBS 《해뜨는 집》
- 2003년 SBS 《야인시대》 - 전위대 대원 역
- 2003년 SBS 《선녀와 사기꾼》
- 2003년 MBC 《다모》
- 2003년 MBC 《대장금》
- 2004년 KBS 1TV 《무인시대》 - 폭도 역
- 2004년 SBS 《장길산》
- 2004년 MBC 《왕꽃 선녀님》 - 조폭 두목 역
- 2004년 KBS 1TV 《불멸의 이순신》 - 병졸 역
- 2004년 KBS 2TV 《두번째 프러포즈》
- 2004년 KBS 2TV 《해신》
- 2005년 MBC 《제5공화국》 - 윤흥렬 역
- 2005년 MBC 《결혼합시다》
- 2006년 KBS 2TV 《소문난 칠공주》
- 2006년 MBC 《주몽》
- 2006년 KBS 2TV 《구름계단》
- 2007년 SBS 《왕과 나》
- 2007년 MBC 《이산》
- 2007년 KBS 1TV 《아름다운 시절》 - 감대호 역
- 2008년 KBS 1TV 《대왕 세종》 - 이키시마수장 역
- 2008년 SBS 《행복합니다》 - 김 반장 역
- 2008년 SBS 《온에어》 - 오승아의 팬인 형사 역
- 2008년 KBS 2TV 《최강칠우》
- 2008년 KBS 1TV 《큰 언니》 - 골재소장 역
- 2008년 MBC 《에덴의 동쪽》
- 2008년 SBS 《유리의 성》
- 2008년 SBS 《아내의 유혹》 - 정육점 주인 역
- 2009년 KBS 2TV 《천추태후》
- 2009년 SBS 《찬란한 유산》
- 2009년 SBS 《두 아내》
- 2009년 MBC 《선덕여왕》 - 속함성 성주 역
- 2009년 KBS 2TV 《장화, 홍련》
- 2009년 KBS 2TV 《열혈장사꾼》
- 2010년 MBC 《살맛납니다》
- 2010년 SBS 《제중원》
- 2010년 MBC 《신이라 불리운 사나이》
- 2010년 KBS 1TV 《거상 김만덕》
- 2010년 SBS 《자이언트》
- 2010년 MBC 《욕망의 불꽃》
- 2011년~2012년 MBC 《애정만만세》 - 문 이사에게 사기당한 남자 역
- 2011년 KBS 2TV 《영광의 재인》
- 2012년 KBS 1TV 《대왕의 꿈》
- 2013년 MBC 《구암 허준》
- 2013년 SBS 《너의 목소리가 들려》 - 핸드폰 도청 가게 주인 역
- 2015년 KBS 1TV 《징비록》 - 이광 역
- 2015년 MBC 《화정》
- 2015년 KBS 1TV 《가족을 지켜라》
- 2015년 MBC 《최고의 연인》
- 2015년 OCN 《아름다운 나의 신부》
- 2016년 TvN 《싸우자 귀신아》
- 2016년 MBC 《황금주머니》
- 2017년 MBC 《불어라 미풍아》
- 2017년 KBS 2TV 《이름 없는 여자》 - 경감 오기섭 역
- 2017년 SBS 《수상한 파트너》
- 2017년 KBS 2TV 《황금빛 내 인생》
- 2018년 KBS 1TV 《미워도 사랑해》

#### 시트콤
- 2005년 MBC 《레인보우 로망스》
- 2008년 MBC 《그분이 오신다》 - 복싱 코치 역
- 2009년 MBC 《태희 혜교 지현이》

#### 재연극
- 1997년 ~ 1999년 KBS 1TV 《긴급구조 119》
- 2000년 ~ 2004년 iTV 《리얼스토리 실제상황》
- 2003년 KBS 2TV 《긴급구조 119》
- 2005년 MBC 《현장기록 형사》

### 영화
- 1999년 《해피엔드》 - 형사 2 역
- 2001년 《파이란》 - 형사 역
- 2001년 《인디안 썸머》 - 추격 형사 1 역
- 2002년 《나쁜 남자》 - 사채업자 역
- 2002년 《취화선》
- 2002년 《공공의 적》 - 형사 1 역
- 2002년 《로드무비》 - 포구 반장 역
- 2004년 《빙우》 - 터널 공사 소장 역
- 2008년 《방울토마토》 - 춘삼 친구 역
- 2013년 《감시자들》 - 은행 직원 역